# Rivière des Caps
Pour les articles homonymes, voir Cap.
La rivière des Caps est affluent du littoral sud du fleuve Saint-Laurent où elle se déverse face aux îles Les Pèlerins, dans Saint-André-de-Kamouraska. Cette rivière coule dans les municipalités de Notre-Dame-du-Portage, Saint-Alexandre-de-Kamouraska et Saint-André-de-Kamouraska, dans la municipalité régionale de comté (MRC) de Kamouraska, dans la région administrative du Bas-Saint-Laurent, dans la province de Québec, au Canada.

## Géographie
La rivière des Caps prend sa source dans une zone de marais située à 2,0 km au sud-est du littoral sud-est de l'estuaire du Saint-Laurent, à 3,4 km sud du centre du village de Notre-Dame-du-Portage et à 5,9 km à l'ouest du centre du village de Saint-Alexandre-de-Kamouraska et à 1,1 km à l'ouest de l'autoroute 20.
À partir de sa source, la rivière des Caps coule sur 8,2 km, répartis selon les segments suivants :
- 3,0 km vers le sud-ouest dans Notre-Dame-du-Portage, jusqu'à la limite de Saint-André-de-Kamouraska ;
- 0,5 km vers le sud-ouest dans Saint-André-de-Kamouraska, jusqu'à la limite de Saint-Alexandre-de-Kamouraska ;
- 1,2 km vers l'ouest Saint-Alexandre-de-Kamouraska, en traversant l'autoroute 20, jusqu'à la limite de Saint-André-de-Kamouraska ;
- 2,6 km vers le nord dans Saint-André-de-Kamouraska, jusqu'à la route 132 qu'elle traverse ;
- 0,9 km vers l'ouest, jusqu'à sa confluence.

La confluence de la rivière des Caps est située sur une longue grève à marée basse, au fond d'une petite baie bordée du côté est par un cap rocheux s'avançant dans le fleuve Saint-Laurent désigné « Le Cap ». Cette confluence est située à 2,9 km au nord-est de la confluence de la rivière Fouquette, à 6,5 km du centre du village de Saint-André-de-Kamouraska, à 5,9 à l'ouest du centre du village de Saint-Alexandre-de-Kamouraska et à 1,3 km à l'ouest du carrefour de la sortie 488 de l'autoroute 20.

## Toponymie
Selon la Commission de toponymie, le toponyme « rivière des Caps » parait dans un volume daté de 1787. Ce toponyme est lié au cap rocheux situé du côté est de sa confluence. Ce cap rocheux et la Grosse Montagne (située près de la confluence de la rivière Fouquette servaient jadis de repères du secteur pour la navigation à vue.
Le toponyme « rivière des Caps » a été officialisé le 5 décembre 1968 par la Commission de toponymie.